# Ламбрускини, Луиджи
Луиджи Эммануэле Николо Ламбрускини (итал. Luigi Emmanuele Nicolo Lambruschini; 16 мая 1776, Сестри-Леванте, Генуэзская республика — 12 мая 1854, Рим, Папская область) — итальянский кардинал, варнавит. Архиепископ Генуи с 27 сентября 1819 по 26 июня 1830. Апостольский нунций во Франции с 14 ноября 1826 по июль 1830. Титулярный архиепископ Берито с 5 июля 1830 по 30 сентября 1831. Префект Священной Конгрегации дисциплины монашествующих с 20 декабря 1832 по 21 ноября 1834. Префект Священной Конгрегации образования с 21 ноября 1834 по 20 мая 1845. Библиотекарь Святой Римской Церкви с 11 декабря 1834 по 27 июня 1853. Государственный секретарь Святого Престола с 12 января 1836 по 1 июня 1846. Секретарь апостольских бреве с 12 ноября 1839 по 12 мая 1854. Камерленго Священной Коллегии кардиналов с 22 января 1844 по 20 января 1845. Префект Священной Конгрегации Обрядов с 8 июня 1847 по 12 мая 1854. Кардинал-священник с 30 сентября 1831, с титулом церкви Сан-Каллисто с 24 февраля 1832 по 24 января 1842. Кардинал-епископ Сабины с 24 января 1842 по 11 июля 1847. Кардинал-епископ Порто и Санта Руфины и Чивитавеккьи с 11 июля 1847 по 12 мая 1854. Вице-декан Священной Коллегии Кардиналов с 11 июля 1847 по 12 мая 1854.

## Биография
В качестве министра папы Григория XVI, был во главе строгих абсолютистов и ультрамонтанов; в споре из-за смешанных браков проводил стремление курии с большой энергией и ловкостью, особенно в Кёльнском церковном споре.
При избрании папы в 1846 году Ламбрускини получил наибольшее количество голосов при первой баллотировке, но затем перевес перешёл на сторону кардинала Мастаи-Феретти (Пия IX). Занимал крупные посты и при Пие IX. В 1847 году стал вице-деканом Священной коллегии кардиналов. С 8 июня 1847 года по 12 мая 1854 года был префектом Священной Конгрегации обрядов.
Богословские труды Ламбрускини собраны под заглавием: «Opere spirituale» (Рим, 1836).